# Hydropogon
Hydropogon là một chi rêu trong họ Sematophyllaceae.